# Penisola linguistica
Una penisola linguistica è un territorio di modeste dimensioni, dove la maggioranza della popolazione parla una lingua diversa da quella ufficiale dello stato in cui si trova, rimanendo però confinante con la madrepatria, a differenza di un'isola linguistica, che resta invece isolata.
Riportare tutte le penisole linguistiche è quasi impossibile, dato che è molto facile trovarne di piccolissime dimensioni presso i confini; qui di seguito vengono quindi citate solo quelle che riguardano l'Italia.

## Penisole linguistiche in Italia

### Romanze
- La Valle d'Aosta (Vallée d'Aoste / Val d'Outa) è una regione a statuto speciale che ha come lingua ufficiale, oltre all'italiano, il francese.
- Nel Piemonte occidentale, le cosiddette Valli Arpitane (es. la Val di Susa, TO)
- Le Valli occitane (TO e CN) sono penisole occitane.

### Germanofone
- L'Alto Adige (Südtirol) o Provincia autonoma di Bolzano è talmente grande che chiamarla penisola linguistica è quasi un errore, meglio ricordarla come regione etnica.
- Timau (Tischlbong), frazione di Paluzza (UD, Friuli-Venezia Giulia), è una piccola penisola carnica bavarese (austro-bavarese) di circa 500 abitanti.

### Val Canale
Fa eccezione per la sua particolarità la Val Canale (Kanaltal/Kanalska Dolina/Val Cjanâl) in provincia di Udine, che ha come centro principale Tarvisio (ted. e friul.Tarvis/ slov. Trbiž); essa infatti è famosa per essere un'area d'incroci culturali in cui coesistono l'italiano, il friulano, il tedesco e lo sloveno, ed essendo confinante sia con l'Austria, sia con la Slovenia, risulta essere una penisola linguistica slavo-germanica.

### Slavia Veneta
Le Valli del Natisone formano la Slavia Friulana. (Beneška Slovenija)

## Penisoleitalofoneall'estero
- In Svizzera, il Canton Ticino e le valli meridionali del Canton Grigioni: Val Mesolcina, Val Bregaglia, Val Calanca e Val Poschiavo, formano la Svizzera italiana.
- Nell'Adriatico orientale, l'Istria (Slovenia e Croazia) e la Dalmazia (Croazia ed in parte Bosnia ed Erzegovina e Montenegro), essendo tutte confinanti tra loro, formano un'unica ed "allungata" penisola linguistica ribattezzabile come Illiria italiana o italica, anche se, soprattutto in Dalmazia, la lingua italiana ha definitivamente ceduto il posto alle parlate slave.

## Terra Mentonasca
La Terra Mentonasca (anche Paese Mentonasco, Païs Mentounasc in lingua locale, Pays Mentonasque in francese) è da considerarsi un caso a parte: per i linguisti italiani è una penisola ligure con influenza occitana; viceversa in Francia è considerata parte dell'area linguistica d'Oc; in realtà è zona etnico-linguistica di transizione. Ha come centro principale Mentone (dalla quale deriva il nome) e comprende anche il principato di Monaco; politicamente è parte integrante del dipartimento Alpes-Maritimes (Francia, ex Nizzardo).